# Maastoren
De Maastoren is een kantoorgebouw in de wijk Kop van Zuid in de stad Rotterdam. Het kantoorgebouw is gesitueerd aan de zuidelijke oever van de Nieuwe Maas, naar welke het vernoemd is. De wolkenkrabber werd tussen 2006 en 2010 gebouwd met OVG als ontwikkelaar. Het was, met een hoogte van 165 meter, het hoogste gebouw van Nederland tot 17 maart 2021, toen het werd gepasseerd door de in aanbouw zijnde Zalmhaven. De Maastoren telt 44 bovengrondse verdiepingen en daarnaast nog twee ondergrondse niveaus.
Het gebouw dient als het hoofdkantoor van de Nederlandse tak van Deloitte Touche Tohmatsu, genaamd Deloitte, en wordt daarnaast gebruikt door AKD. Ongeveer 1.600 mensen van beide bedrijven werken in het kantoorgebouw. De vloeroppervlakte van de Maastoren bedraagt ongeveer 69.000 m². Daarvan is circa 36.500 m² verhuurbaar. Ook beschikt de Maastoren over een tien verdiepingen tellende parkeergarage, waarvan een deel van Q-Park is.

## Geschiedenis

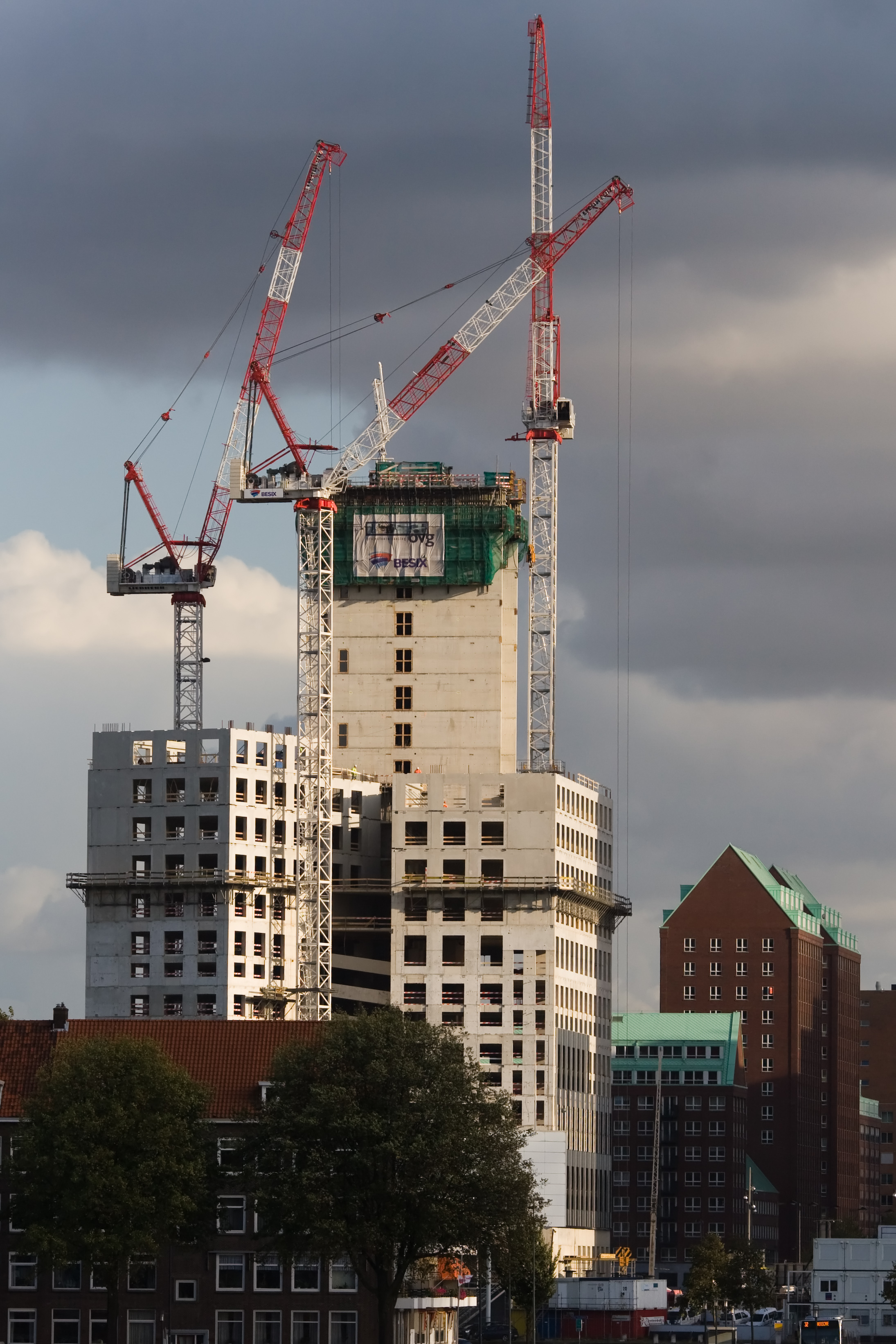
De Maastoren in aanbouw in oktober 2008

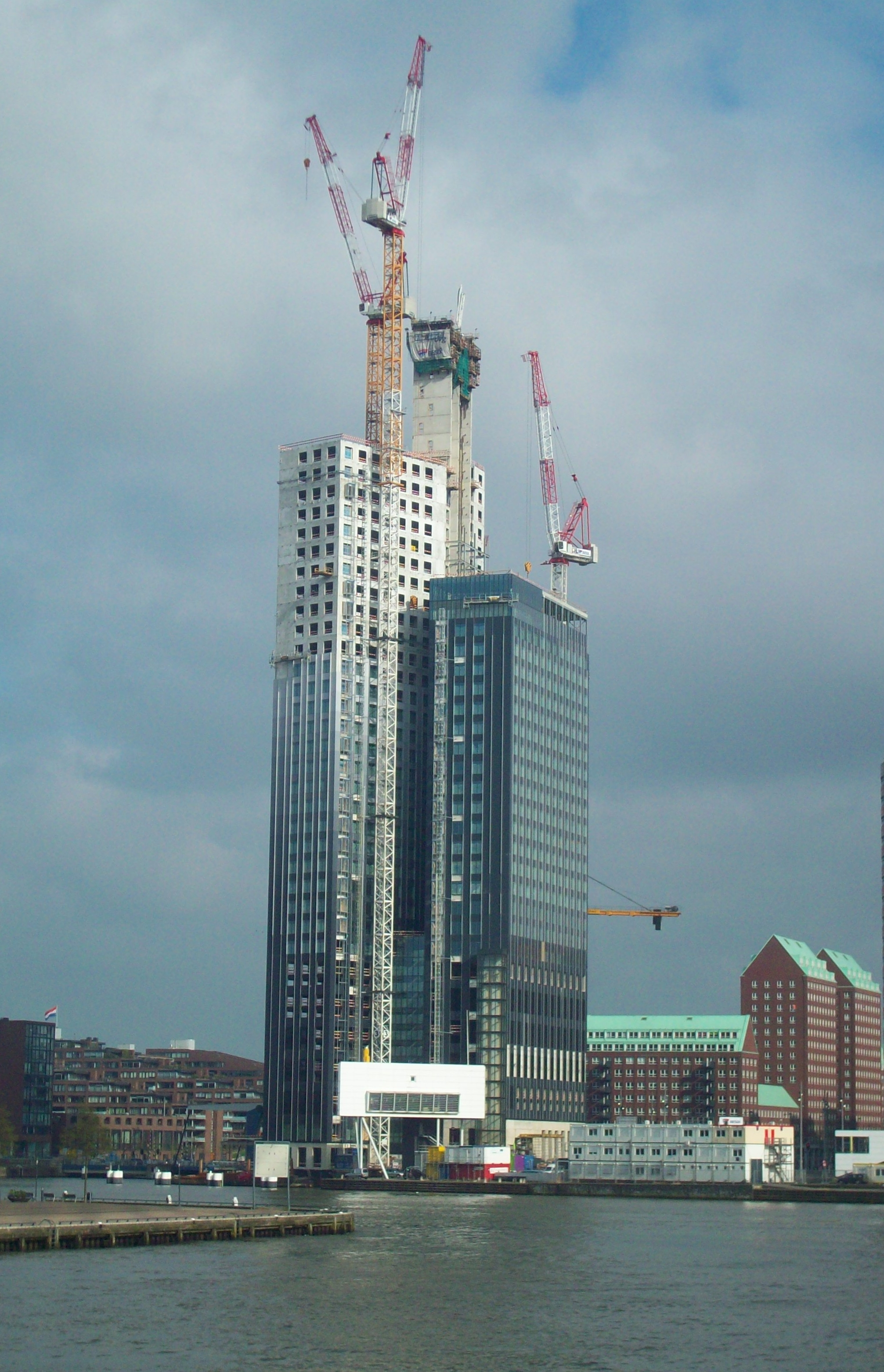
De Maastoren in aanbouw in april 2009

### Voorafgaand aan de bouw
Toen Deloitte een nieuw hoofdkantoor wilde, koos het voor de huidige locatie van de Maastoren. Later stapte ook AKD in het project. De bedrijven schakelden OVG in als projectontwikkelaar. Dam & Partners Architecten en Odile Decq Benoit Cornette werden de architecten. Ook hielpen onder andere Zonneveld Ingenieurs en Techniplan Adviseurs mee bij het ontwikkelen van de Maastoren. De bouw werd uitgevoerd door Besix, waarmee voor de bouw een contract ter waarde van €67 miljoen werd gesloten.
De gemeente Rotterdam was overeengekomen met de bouw van de Maastoren, maar in april 2006 werd door de gemeenteraad besloten dat daarover eerst een debat moest komen. Eind mei zei wethouder Hamit Karakus tegen de gemeenteraad dat de Maastoren gebouwd zou worden en dat er naar de bezwaren zou worden geluisterd. In de daaropvolgende maand stemde ook de gemeenteraad met de plannen in. Als reactie daarop spande de Vereniging Woon- en Leefklimaat Kop van Zuid/ Noordereiland een rechtszaak aan tegen de gemeente. Deze vereniging had als doel om de bouw van de Maastoren te stoppen en stond eerder bekend onder de naam Comité Maastoren Nee!. Er waren 200 bezwaren tegen de bouwvergunning ingediend voornamelijk vanwege de procedure voor het verlenen van de vergunning, vanwege de hoogte van de Maastoren en vanwege de bovengrondse parkeergarage. Ook vonden sommige omwonenden dat het gebouw milieu- en verkeersoverlast zou veroorzaken en dat er beneden in het gebouw horecagelegenheden moesten komen.

### Bouw
Eind juli 2006 werd begonnen met het bouwklaar maken van de grond, maar die werkzaamheden werden twee weken later op 3 september stilgelegd. Op 21 september ging men weer verder met de voorbereidingen. In de volgende maand werd begonnen met de graafwerkzaamheden voor de fundering van de Maastoren. Een gedeelte van de bouwplaats lag in de rivier en werd daarom met damwanden drooggehouden. In november 2006 werden alle lopende bezwaren tegen de Maastoren door de Algemene Bezwaarschriftencommissie van de gemeente Rotterdam afgekeurd. Er moest echter nog wel uitspraak worden gedaan in de rechtszaak tegen de bouw. Op 25 april 2007 sloeg Ivo Opstelten, destijds burgemeester van Rotterdam, de eerste paal in de grond. De opening was destijds gepland in 2009. Eind juni 2007 werd uitspraak gedaan in de rechtszaak die omwonenden tegen de gemeente vanwege het verlenen van de bouwvergunning hadden aangespannen. De rechter stelde de gemeente in zijn gelijk door te zeggen dat de vergunning terecht verleend was.
Op 27 mei 2009 werd de top van de Maastoren bereikt. Het gebouw was toen tot de twintigste verdieping afgewerkt. Twee dagen later seilden wethouder Hamit Karakus en Coen van Oostrom, directeur van OVG, ab van de top van het gebouw naar de 31e verdieping, omdat het hoogste punt was bereikt. In november was het gebouw klaar. In datzelfde jaar verkocht ontwikkelaar OVG de Maastoren voor €159,5 miljoen aan het Duitse SEB Asset Management.

### Opening en verkoop
Op 15 maart 2010 werd de Maastoren in gebruik genomen en twee maanden later, op 28 mei, werd het gebouw geopend. OVG ontving een plaquette van de Council on Tall Buildings and Urban Habitat, waarop stond dat de Maastoren met zijn hoogte van 164,75 meter het hoogste gebouw van Nederland was. Het plaquette hangt sindsdien in de lobby van het gebouw. Ook werd tijdens de opening een boek over de Maastoren overhandigd aan burgemeester Ahmed Aboutaleb. Het boek met de naam Maastoren is uitgegeven door de Rotterdam Skyscraper Foundation.
In december 2014 verkocht eigenaar SEB Asset Management een portefeuille met onder andere de Maastoren aan het Amerikaanse vastgoedbedrijf NorthStar. Dat laatste bedrijf betaalde voor de gehele portefeuille bestaande uit elf kantoorgebouwen €1,1 miljard.

## Architectuur

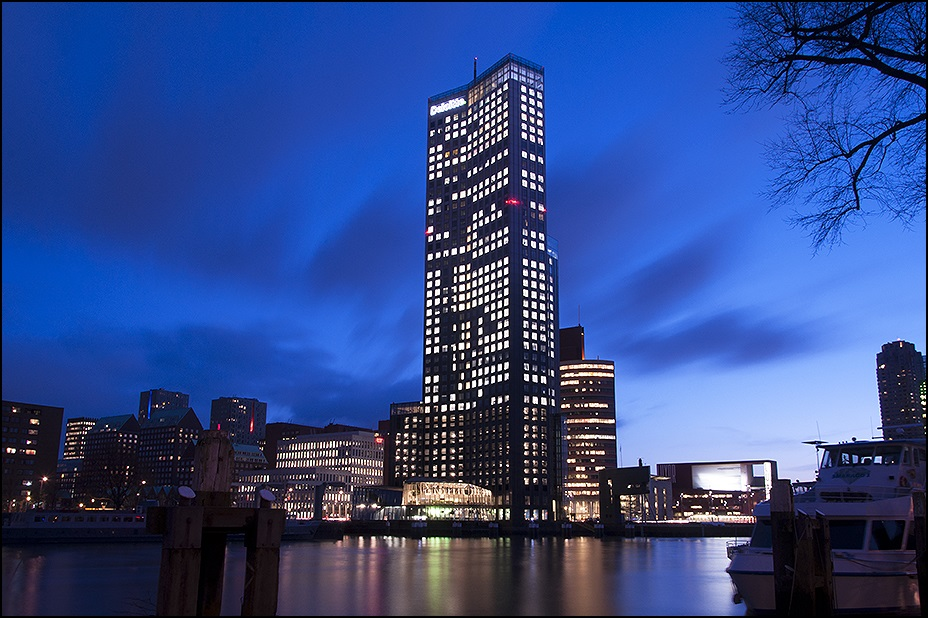
De Maastoren bij avond

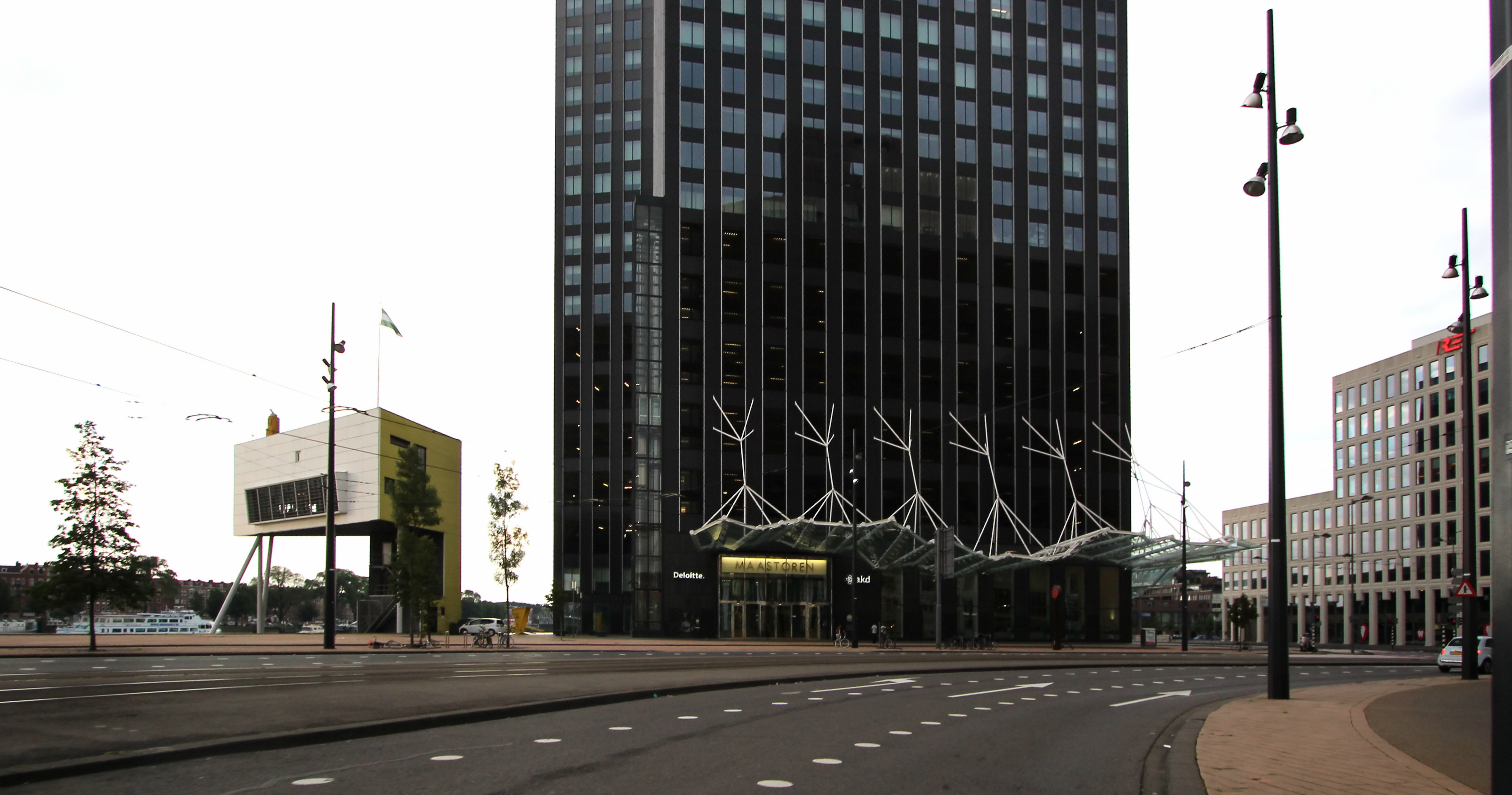
De hoofdingang in juni 2014

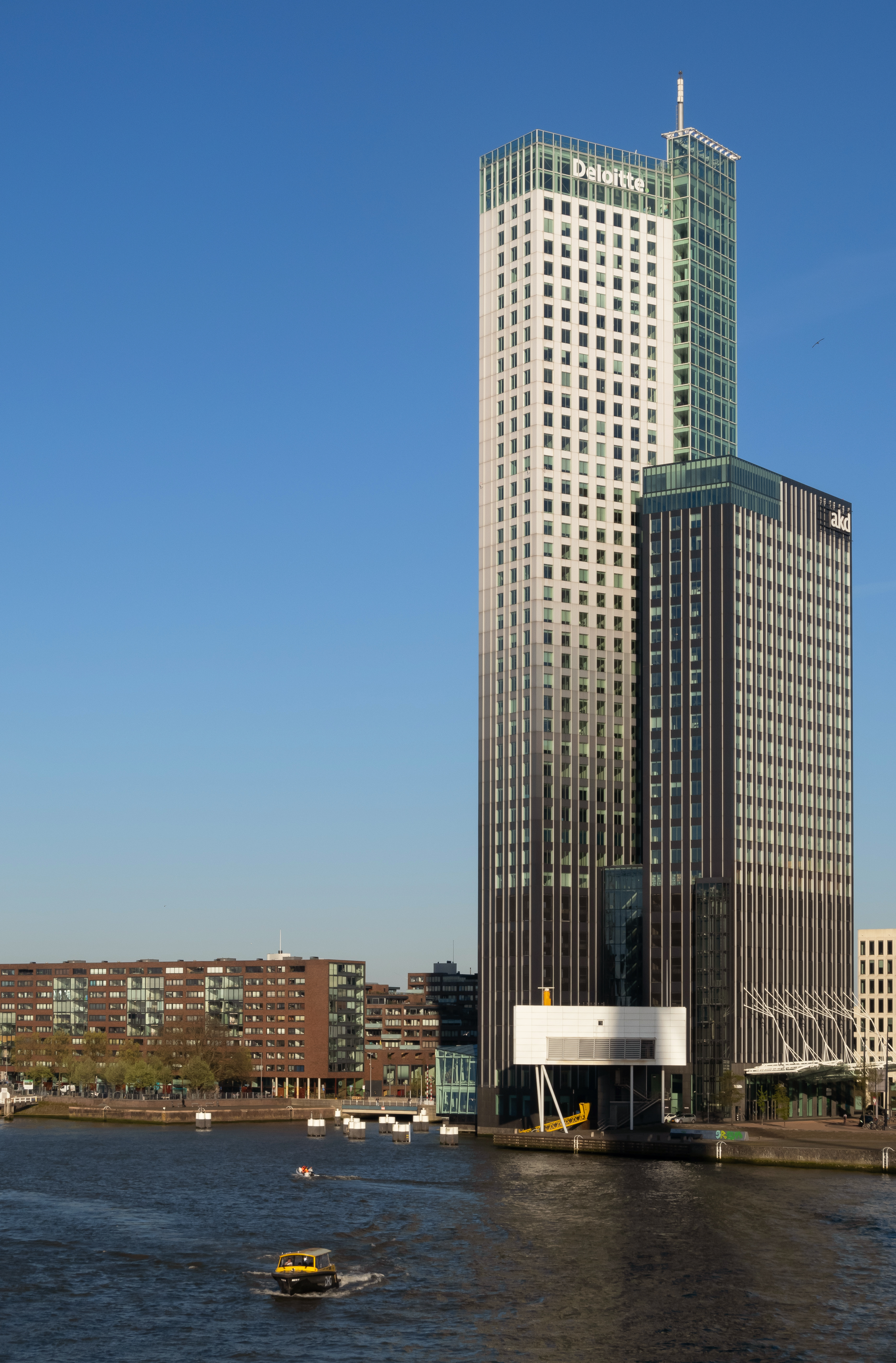
De Maastoren april 2022

De Maastoren is ontworpen door Dam & Partners Architecten. Ook de architectenfirma Odile Decq Benoit Cornette was bij het ontwerp betrokken en het architectenbureau OTH ontwierp het interieur. De wolkenkrabber bestaat uit twee hoofddelen: één met een hoogte van 165 meter en één die licht gedraaid tegen die eerste aanstaat met een hoogte van ongeveer 105 meter. Daarnaast heeft de Maastoren een lage glazen uitbouw. Een kern met twee binnenwanden, andere wanden die haaks tegen de kern staan en een buitenkant bestaande uit geprefabriceerde onderdelen zorgen voor de stevigheid van het gebouw. Deze dragende onderdelen zijn van beton. De kern biedt onder andere plaats aan de toiletten en een deel van de liften en varieert afhankelijk van de hoogte van oppervlakte. De kern werd gebouwd met behulp van een automatische klimkist.
De voet van de Maastoren staat op een zandlaag, die zich weer boven kleilagen bevindt. Twee zijden van de voet van het gebouw bevinden zich in de Nieuwe Maas. De fundering van de Maastoren bestaat uit bijna 500 heipalen, waarop een twee meter dikke funderingsplaat rust. Daarboven bevindt zich de onderste verdieping van de parkeergarage.
De Maastoren wordt omhuld door panelen, die de buitenkant zijn kleuren geven. Tussen die panelen bevinden zich de ramen. De kleur van de Maastoren verandert geleidelijk naarmate de wolkenkrabber hoger reikt: onderin is het gebouw donkergrijs en bovenin zilverwit. Om deze kleurenverschillen te creëren zijn de onderste panelen van natuursteen en de bovenste van 22 verschillende tinten aluminium. Het aluminium, dat net iets meer dan de helft van de gevel beslaat, wordt steeds lichter. De bedoeling van de veranderende kleuren is om mee te kleuren met de horizon. Het donkergrijs onderin verwijst daarbij naar de kade van basalt. De gevel bij de liften is in tegenstelling tot de rest van de gevel geheel van glas. In de parkeergarage bevinden zich tussen de panelen roosters in plaats van ramen. Deze roosters verminderen de windoverlast.
Om aanvaringen van grotere schepen te voorkomen beschikt de Maastoren over remmingen. Ook beschikt het gebouw over een aanlegplaats voor watertaxi's. De Maastoren wordt uitsluitend verwarmd en gekoeld met behulp van het rivierwater uit de Nieuwe Maas. Het water wordt naar ondergrondse opslagtanks met diameters van zeventig meter gebracht door warmtewisselaars. Daar wordt de temperatuur met behulp van koude-warmteopslag bewaard. Er is één opslagtank voor warmte, die in de zomer wordt gevuld, en één opslagtank voor koude, die in de winter wordt gevuld. De Maastoren is dus niet aangesloten op de stadsverwarming. Ook wordt het rivierwater gebruikt voor de sprinklers.

### Interieur
In de kelder van de Maastoren bevinden zich twee verdiepingen van de in totaal tien verdiepingen tellende parkeergarage. Daarboven is de begane grond gesitueerd met de hoofdingang van het gebouw, waarboven zich een glazen luifel bevindt om de wind te verminderen. Op de begane grond bevinden zich de receptie, een wachtruimte, een ontmoetingsruimte, kleine ruimtes voor informele vergaderingen en een café met de naam Grand Café. De tweede verdieping (boven de begaande grond) herbergt vergaderzalen en het bedrijfsrestaurant. Op de derde verdieping gaat de parkeergarage weer verder tot en met de elfde verdieping. Dit deel van de parkeergarage is te bereiken via een hellingbaan, die door de lobby loopt. Het aantal parkeerplaatsen in de gehele Maastoren bedraagt 634. Van die parkeerplaatsen zijn er 446 onderdeel van een openbare garage van Q-Park. Wegens de kleine oppervlakte van de kavel en de hoge kosten voor een diepere ondergrondse parkeergarage is gekozen voor een grotendeels bovengrondse parkeergarage. Op de twaalfde verdieping, direct boven de parkeergarage, bevindt zich een fitnessruimte.
Boven de parkeergarage beginnen de verdiepingen met kantoren van Deloitte en AKD die tot de top van de Maastoren doorlopen. De bovenste verdieping van het kantoorgebouw wordt in beslag genomen door een vergaderzaal met glazen wanden. Die glazen wanden steken nog iets boven het dak uit om zo de illusie te wekken dat het gebouw overgaat in de lucht. De Maastoren beschikt in totaal over twaalf liften (inclusief dienstliften), waaronder de twee glazen liften van de bovengrondse parkeergarage aan de buitenkant van het gebouw. De drie snelste liften, die ook voor de bovenste verdiepingen bedoeld zijn, hebben een maximale snelheid van ongeveer 22 km/h.

### Hoogte
De architectonische hoogte van de Maastoren bedraagt 164,75 meter, maar boven die hoogte bevindt zich nog een mast die niet bij de hoogte wordt meegeteld. De hoogte van de top van het gebouw inclusief die mast bedraagt 177,7 meter. De hoogste bruikbare verdieping bevindt zich ruim twintig meter onder de top op 154,1 meter hoogte.

## Maastoren Challenge
In 2013 en 2015 werd in de wolkenkrabber de Maastoren Challenge georganiseerd met als doel geld op te halen voor een goed doel. De deelnemers moesten zo snel mogelijk via de trappen de top van het gebouw bereiken. De editie van 2013 werd gehouden op 23 november en de editie van 2015 op 18 april. Tijdens de tweede editie werd door de 335 deelnemers €21.635 opgehaald voor de stichting Make-A-Wish Nederland.

## Onderscheidingen
De Maastoren ontving twee prijzen: De Vernufteling, een jaarlijkse ingenieursprijs, in 2007 en de FGH Vastgoedprijs, een tweejaarlijkse prijs, in 2010. De Vernufteling werd aan Techniplan Adviseurs uitgereikt voor de verkoeling en verwarming van het gebouw met behulp van koude-warmteopslag. De FGH Vastgoedprijs werd op 8 november 2010 uitgereikt aan ontwikkelaar OVG door Aleid Wolfsen, destijds burgemeester van Utrecht. De prijs bestond uit een bronzen beeld en een plaquette. De jury oordeelde dat de Maastoren een echte blikvanger en een monumentaal pand was en dat het gebouw zijn tijd vooruit was.
100Hoog · CasaNova · Cooltoren · Coopvaert · De Hoge Heren · De Rotterdam · De Zalmhaven · Delftse Poort · Erasmus MC · FIRST Rotterdam · Five55 · Hofpoort · Maastoren · Millenniumtoren · Montevideo · New Orleans · Oosterbaken · Pegasustoren · Robecotoren · Schielandtoren · The Muse · The Red Apple · The Sax · Toren op Zuid · Up:Town · Waterstadtoren · Weenatoren · Westerlaantoren · World Port Center ·
Cooltoren (Rotterdam) · Delftse Poort (Rotterdam) · FIRST (Rotterdam) · Hoftoren (Den Haag) · JuBi-gebouw (Den Haag) · De Kroon (Den Haag) · Maastoren (Rotterdam) · Millenniumtoren (Rotterdam) · Mondriaantoren (Amsterdam) · Montevideo (Rotterdam) · New Babylon (Den Haag)  · New Orleans (Rotterdam) · The Red Apple (Rotterdam) · Rembrandttoren (Amsterdam) · De Rotterdam (Rotterdam) · Het Strijkijzer (Den Haag) · Westpoint (Tilburg) · World Port Center (Rotterdam) · De Zalmhaven (Rotterdam)
Achmeatoren (Leeuwarden) · Alphatoren (Enschede) · Carlton (Almere) · Erasmusgebouw (Nijmegen) · Europees Octrooibureau (Rijswijk) · EWI-gebouw (Delft) · Hondsrugtoren (Emmen) · Innovatoren (Venlo) · Kempkensberg (Groningen) · Lighthouse (Eindhoven) · Provinciehuis ('s-Hertogenbosch) · Rabobank (Utrecht) · Sardijntoren (Vlissingen) · IJsseltoren (Zwolle)